# Hemförlovningspenning
Hemförlovningspenning var i Finland en penningsumma som utbetalades till värnpliktiga vid hemförlovningen. 
Hemförlovningspenningen, som infördes 1971, utbetalades ursprungligen endast till medel- och arbetslösa efter behovsprövning, men gavs sedan 1978 åt alla värnpliktiga som hemförlovades ur aktiv tjänst. Förmånen avskaffades 1993.